# Savart du camp militaire de Moronvilliers
Savart du camp militaire de Moronvilliers este o arie protejată (sit de importanță comunitară — SCI) din Franța întinsă pe o suprafață de 1.511 ha, integral pe uscat.

## Localizare
Centrul sitului Savart du camp militaire de Moronvilliers este situat la coordonatele 49°13′06″N 4°18′46″E / 49.21833°N 4.31278°E.

## Înființare
Situl Savart du camp militaire de Moronvilliers a fost declarat arie specială de conservare în baza directivei 92/43 din 1992 referitoare la conservarea habitatelor naturale și a faunei și florei sălbatice pentru a proteja 1 specie de plante.

## Biodiversitate
Situată în ecoregiunea continentală, aria protejată conține 3 habitate naturale: Pajiști uscate seminaturale și facies de acoperire cu tufișuri pe substraturi calcaroase (Festuco-Brometalia) (* situri importante pentru orhidee), Formațiuni de Juniperus communis pe lande sau pajiști calcaroase, Grohotișuri medio-europene calcaroase, de la nivel colinar și montan.
La baza desemnării sitului se află o specie protejată de  plante: Sisymbrium supinum.
Pe lângă speciile protejate, pe teritoriul sitului au mai fost identificate 1 specie de plante, 8 specii de păsări, 4 specii de mamifere, 14 specii de nevertebrate.